# Kick In
Pour plus de détails, voir Fiche technique et Distribution.
Kick In est un film américain réalisé par Richard Wallace, sorti en 1931.

## Fiche technique
- Titre : Kick In
- Réalisation : Richard Wallace
- Scénario : Bartlett Cormack d'après la pièce de Willard Mack
- Photographie : Victor Milner
- Société de production : Paramount Pictures
- Pays de production : États-Unis
- Format : Noir et blanc
- Genre : drame
- Date de sortie : 1931

## Distribution
- Clara Bow : Molly Hewes
- Regis Toomey : Chick Hewes
- Wynne Gibson : Myrtle Sylvester
- Juliette Compton : Piccadilly Bessie
- Leslie Fenton : Charlie
- James Murray : Benny LaMarr
- Donald Crisp : le Commissaire de police Harvey
- Paul Hurst : Détective Whip Fogarty
- Wade Boteler : Détective Jack Davis